# XOOPS
XOOPS是一種開放原始碼的内容管理系統，衍生自PHP-Nuke，採用PHP語言跟MySQL資料庫。功能、界面全部模組化設計，可用於建構各種網路社區。
XOOPS的發布採用GPL協議，可免費使用和修改；在遵循GPL相關條款的前提下，可自由再發布。
XOOPS是 eXtensible Object Oriented Portal System 的縮寫，按照英語規則，XOOPS應該讀作“zoo'ps”。
XOOPS的用途很廣泛，對於個人使用者，可以啟用XPress模組（針對XOOPS的WordPress），作為個人的網誌。對於較大規模的網站，可以根據需要，安裝更多的模組，如新聞發布、論壇、資源下载、友情連結，以及線上購物、廣告管理等，對於Wiki、RSS，XOOPS也有相應的模組。
在國際語言支持方面，XOOPS有二十種以上的語言版本，包括英文、繁體中文、簡體中文，編碼可自由選擇採用GB 2312、BIG 5或是UTF-8。

## 外部連結
- XOOPS 官方網站 （页面存档备份，存于）
- XOOPS SourceForge Project Page